# Claudia Gronemann
Claudia Gronemann (* 1969 in Leipzig) ist eine deutsche Romanistin.

## Leben
Sie studierte Romanistik und Germanistik an den Universitäten Leipzig und Metz. Nach der Promotion 2001 an der Universität Leipzig und der Habilitation ebenda 2009 ist sie seit 2009 Professorin für Romanische Literatur- und Medienwissenschaft am Romanischen Seminar der Universität Mannheim.

## Schriften (Auswahl)
- Postmoderne, postkoloniale Konzepte der Autobiographie in der französischen und maghrebinischen Literatur. Autofiction – nouvelle autobiographie – double autobiographie – aventure du texte. Hildesheim 2002, ISBN 3-487-11742-8.
- als Herausgeberin mit Cornelia Sieber und Tanja Schwan: Strategien von Autorschaft in der Romania. Zur Neukonzipierung einer Kategorie im Rahmen literatur-, kultur- und medienwissenschaftlich basierter Geschlechtertheorien. Heidelberg 2012, ISBN 3-8253-5995-6.
- als Herausgeberin mit Cornelia Sieber: Fiestas infinitas de máscara. Actos performativos de feminidad y masculinidad en México. Hildesheim 2012, ISBN 3-487-14867-6.
- Polyphone Aufklärung. Zur Textualität und Performativität der spanischen Geschlechterdebatten im 18. Jahrhundert. Frankfurt am Main 2014, ISBN 978-3-95487-321-0.